# 大川市立大川桐薫中学校
大川市立大川桐薫中学校（おおかわしりつ おおかわとうくんちゅうがっこう）は、福岡県大川市大字下木佐木にある市立の中学校。

## 概要
歴史
2020年（令和2年）に以下の大川市立中学校2校の統合により開校。大川市立大川東中学校の敷地に新校舎が完成した。2025年（令和7年）に創立5周年を迎える。
- 大川市立三又中学校
- 大川市立大川東中学校

校名の由来
大川市は桐でできた箪笥をはじめとする家具の生産で知られており、桐は市木となっている。その「桐」と、「香草」・「徳によって人によい影響を与える」という意味を表す「薫」の文字を組み合わせて校名としている。
校訓
「自主・向学・友愛」
学校教育目標
「自ら学び、豊かな人間性と健やかな体を持ち、未来に挑戦する意欲と実践力に富む生徒の育成」
校章
桐の花と葉を組み合わせたものを背景にして、中央に校名の「桐英」の文字（縦書き）を配している。色は緑色で、スクールカラーとなっている。
校歌
作詞は橋本真理子、作曲は久米博之による。歌詞は3番まであり、各番に校名の「大川桐薫」が登場する。
通学区域
- 大川市立三又小学校（旧・三又中校区）
- 大川市立道海島小学校（同上）
- 大川市立木室小学校（旧・大川東中校区）
- 大川市立田口小学校（同上） 

制服
同時に開校した大川市立大川桐英中学校と同じデザインの制服となっている。冬服はネクタイ・リボンの色で両校を区別する。大川桐薫中学校のネクタイ・リボンは青色となっている。また、ジャージの上はスクールカラーの緑色である。

## 沿革

### 旧・三又中学校

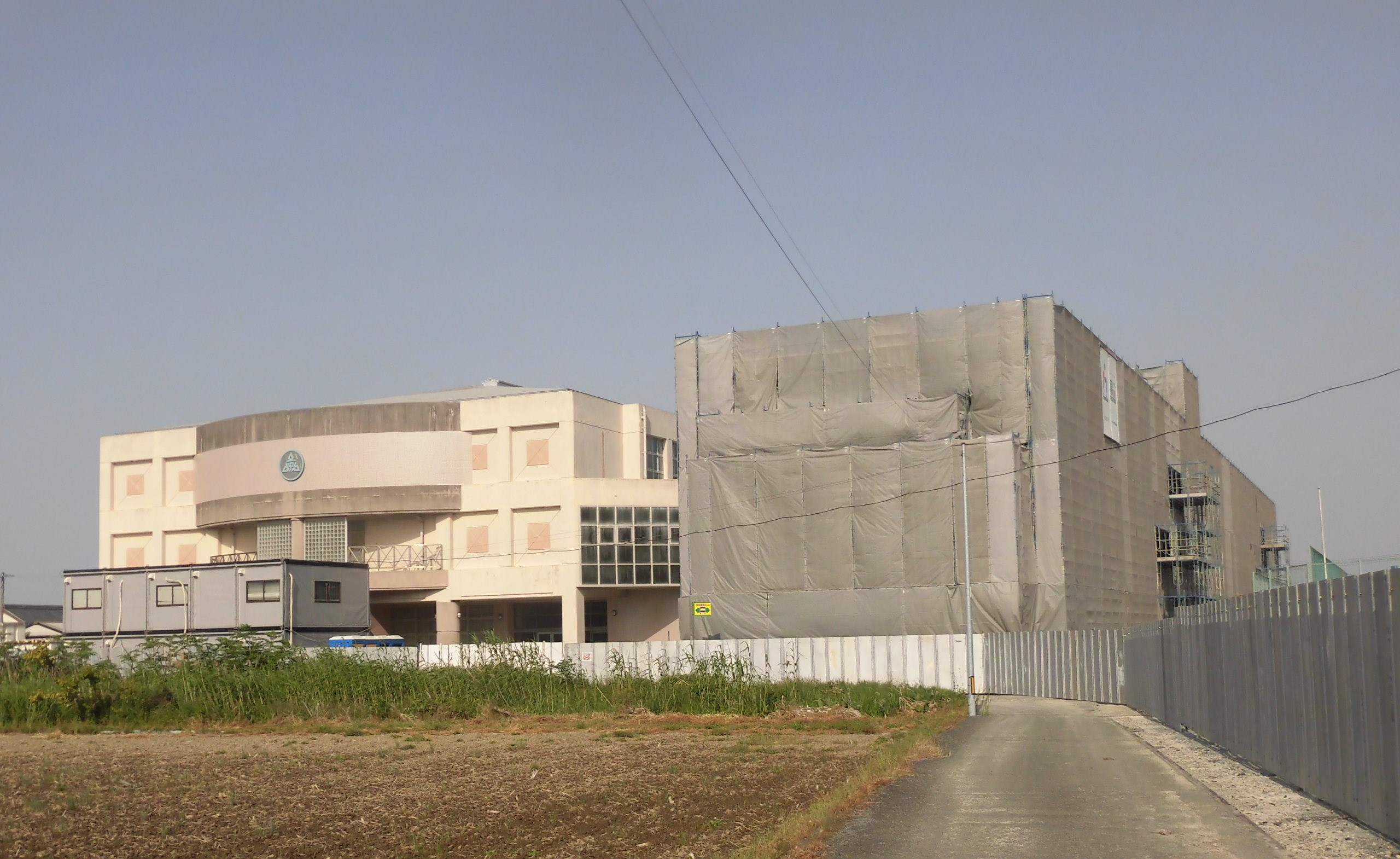
旧・三又中学校

- 1947年（昭和22年）4月1日 - 学制改革（六・三制の実施）により、新制中学校「三又村立三又中学校」が創立。三又小学校に併設。
- 1949年（昭和24年）9月 - 新校舎（第1棟）が完成。
- 1954年（昭和29年）4月1日 - 町村合併により、大川市が発足。これにより「大川市立三又中学校」に改称。
- 1961年（昭和36年）7月 - プールが完成。
- 1962年（昭和37年）3月 - 家庭科室・調理室が完成。
- 1967年（昭和42年）3月 - 体育館が完成。
- 1973年（昭和48年）4月 - 特殊学級を設置。
- 1974年（昭和49年）8月 - 第二期工事（特別教室建設）が完了。
- 1975年（昭和50年）6月 - 第三期工事が完了。
- 1976年（昭和51年）5月 - 第四期工事が完了。
- 2020年（令和2年）
  - 3月22日 - （単独での）閉校記念式典を挙行[2]。
  - 3月24日 - 大川市役所にて4校合同閉校式を挙行。
  - 3月31日 - 統合により閉校。73年の歴史に幕を閉じる。
    - 最終所在地 - 〒831-0006 福岡県大川市中古賀205番地1（北緯33度13分52.3秒 東経130度23分21.7秒 / 北緯33.231194度 東経130.389361度）
    - 校章 - 「又」の文字を3つ並べることで、校名の「三又」を表し、中央に「中」の文字を配している[2]。
    - 周辺 - 大川市三又コミュニティセンター
    - 跡地の活用 - 2022年（令和4年）に改築の上、現在では三又小学校が移転してきている。

### 旧・大川東中学校
旧・木室中学校（きむろ）
- 1947年（昭和22年）4月1日 - 学制改革により、新制中学校「木室村立木室中学校」に改組・改称。木室小学校に併設。
- 1950年（昭和25年）10月 - 木造の独立新校舎（5教室）が完成。
- 1954年（昭和29年）4月1日 - 町村合併により、大川市が発足。これにより「大川市立木室中学校」に改称。
- 1955年（昭和30年）9月 - 2教室を増築。
- 1956年（昭和31年）7月 - 運動場西側の堀を埋め立てる。
- 1957年（昭和32年）4月 - 2階建て4教室を増築。
- 1958年（昭和33年）9月 - 平屋建2教室を西側に移転。
- 1960年（昭和35年）3月31日 - 統合のため閉校。13年の歴史に幕を閉じる。ただし、統合校舎完成までの間、木室分教場として存続。

旧・田口中学校（たぐち）
- 1947年（昭和22年）4月1日 - 学制改革により、新制中学校「田口村立田口中学校」に改組・改称。田口小学校に併設。
- 1950年（昭和25年）8月 - 木造の独立新校舎（6教室）が完成。
- 1954年（昭和29年）4月1日 - 町村合併により、大川市が発足。これにより「大川市立田口中学校」に改称。
- 1956年（昭和31年）11月 - 木造2階建て4教室が完成。校歌を制定。
- 1960年（昭和35年）4月30日 - 統合のため閉校。13年の歴史に幕を閉じる。ただし、統合校舎完成までの間、田口分教場として存続。

統合・大川東中学校
- 1960年（昭和35年）
  - 4月1日 - 大川市立中学校2校（木室・田口）の統合により、「大川市立大川東中学校」が開校。統合校舎完成までの間、旧2校を「木室分教場」・「田口分教場」として存続。
  - 5月 - PTAが発足。
  - 7月 - 校章・校旗・校歌を制定。
- 1961年（昭和36年）
  - 8月 - 旧2校の中間地点に、統合校舎（第一期工事）が完成。
  - 11月 - 自衛隊により、運動場の整地が行われる。
- 1962年（昭和37年）4月 - 統合校舎（第二期工事）が完成し、田口分教場の9学級が移転を完了。
- 1963年（昭和38年）
  - 1月 - 統合校舎（第三期工事）が完成。
  - 4月 - 木室分教場の生徒が移転を完了。
- 1964年（昭和39年）9月 - 第四期工事が完了。
- 1965年（昭和40年）5月 - 体育館兼講堂が完成。
- 1966年（昭和41年）6月 - 家庭科教室が完成。
- 1968年（昭和48年）10月 - 学校図書館が完成。
- 2020年（令和2年）
  - 3月24日 - 大川市役所にて4校合同閉校式を挙行。
  - 3月29日 - （単独での）閉校記念式典を挙行[2]。
  - 3月31日 - 統合により閉校。60年の歴史に幕を閉じる。跡地には新設の大川市立大川桐薫中学校の新校舎が建設された。
    - 校章 - 中央に校名の略称である「東中」の文字（縦書き）を配している[2]。
    - 校歌 - 1960年（昭和35年）制定。

### 統合・大川桐薫中学校
- 2020年（令和2年）4月1日 - 大川市立中学校2校（三又・大川東）の統合で、「大川市立大川桐薫中学校」（現校名）が開校。
  - 大川東中学校の敷地内に新校舎が完成。
- 2023年（令和5年）4月1日 - 福岡県立大川樟風高等学校との間で、連携型中高一貫教育を開始。
- 2024年（令和6年）1月 - 福岡県立大川樟風高等学校の入学選抜にあたり、調査書や学力検査によらない「連携選抜」を実施[3]。

## 交通
最寄りの鉄道駅
- 西日本鉄道 西鉄天神大牟田線 「蒲池駅」（柳川市）

最寄りの幹線道路
- 国道385号「新開」交差点

## 周辺
- 荻島町公民館
- JA福岡大城大川支店
- 花宗川

## 参考資料
- 「大川市の学校再編について」- 大川市ウェブサイト
- 「大川市誌」（1977年（昭和52年）12月21日発行, 大川市）p.1279～ 教育・文化（p.1294 三又中学校、p.1294～p.1295 大川東中学校）